# Thorolf Rafto-prijs
De Thorolf Rafto-prijs, voluit Professor Thorolf Rafto-herdenkingsprijs (Noors: Professor Thorolf Raftos Minnepris), is een Noorse mensenrechtenprijs. De prijs wordt jaarlijks uitgereikt door de Thorolf Raftos stiftelse for menneskets rettigheter ter herinnering aan en voortzetting van het werk van mensenrechtenactivist Thorolf Rafto.

## Laureaten
| Jaar | Laureaat                                                                             | Land                                    |
| ---- | ------------------------------------------------------------------------------------ | --------------------------------------- |
| 1987 | Jiří Hájek                                                                           | Tsjecho-Slowakije                       |
| 1988 | Trivimi Velliste                                                                     | Estische Socialistische Sovjetrepubliek |
| 1989 | Doina Cornea Fidesz, vertegenwoordigd door Péter Molnár                              | Roemenië Hongarije                      |
| 1990 | Aung San Suu Kyi                                                                     | Myanmar                                 |
| 1991 | Jelena Bonner                                                                        | Rusland                                 |
| 1992 | Preah Maha Ghosananda                                                                | Cambodja                                |
| 1993 | Oost-Timorezen, vertegenwoordigd door José Ramos-Horta                               | Oost-Timor                              |
| 1994 | Leyla Zana                                                                           | Turkije                                 |
| 1995 | Union of the Committees of Soldiers' Mothers of Russia                               | Rusland                                 |
| 1996 | Palermo Anno Uno                                                                     | Italië                                  |
| 1997 | Roma's, vertegenwoordigd door Ian Hancock                                            | internationaal                          |
| 1998 | ECPAT                                                                                | Thailand                                |
| 1999 | Gennady Grushevoy                                                                    | Wit-Rusland                             |
| 2000 | Kim Dae-jung                                                                         | Zuid-Korea                              |
| 2001 | Shirin Ebadi                                                                         | Iran                                    |
| 2002 | Mohammed Daddach                                                                     | Westelijke Sahara                       |
| 2003 | Paulos Tesfagiorgis                                                                  | Eritrea                                 |
| 2004 | Rebiya Kadeer                                                                        | Volksrepubliek China                    |
| 2005 | Lidia Yusupova                                                                       | Rusland                                 |
| 2006 | Thich Quang Do                                                                       | Vietnam                                 |
| 2007 | National Campaign on Dalit Human Rights                                              | India                                   |
| 2008 | Bulambo Lembelembe Josué                                                             | Congo-Kinshasa                          |
| 2009 | Malahat Nasibova                                                                     | Azerbeidzjan                            |
| 2010 | José Raúl Vera López                                                                 | Mexico                                  |
| 2011 | Sexual Minorities Uganda en hun leider Frank Mugisha                                 | Oeganda                                 |
| 2012 | Nnimmo Bassey                                                                        | Nigeria                                 |
| 2013 | Bahrain Centre for Human Rights                                                      | Bahrein                                 |
| 2014 | Association of Human Rights Organizations AGORA                                      | Rusland                                 |
| 2015 | Ismael Moreno ("Padre Melo")                                                         | Honduras                                |
| 2016 | Yanar Mohammed                                                                       | Irak                                    |
| 2017 | Parveena Ahanger en Parvez Imroz                                                     | India                                   |
| 2018 | Adam Bodnar                                                                          | Polen                                   |
| 2019 | Rouba Mhaissen                                                                       | Syrië/Libanon                           |
| 2020 | Egyptian Commission for Rights and Freedoms                                          | Egypte                                  |
| 2021 | Human Rights Data Analysis Group                                                     | USA                                     |
| 2022 | Nodjigoto Charbonnel en AJPNV (Association Jeunesse pour la Paix et la Non-violence) | Tsjaad                                  |